# Kris Murray
Kristopher "Kris" James Murray (Cedar Rapids, 19 de agosto de 2000) é um jogador norte-americano de basquete profissional que atualmente joga no Portland Trail Blazers da National Basketball Association (NBA).
Ele jogou basquete universitário pela Universidade de Iowa e foi selecionado pelo Trail Blazers como a 23º escolha geral no draft da NBA de 2023. Ele é irmão gêmeo de Keegan Murray, que joga pelo Sacramento Kings.

## Início da vida e carreira no ensino médio
Murray cresceu em Cedar Rapids, Iowa, e estudou na Prairie High School, onde jogou basquete com seu irmão gêmeo Keegan como companheiro de equipe. Ele foi nomeado para a Segunda-Equipe do Estado após ter médias de 19,5 pontos, 6,4 rebotes, 2,1 assistências, 2,5 bloqueios e 1,1 roubos de bola. Após a formatura, Murray e seu irmão se matricularam na DME Academy em Daytona Beach, Flórida, para um ano de pós-graduação. Ambos os irmãos se comprometeram a jogar basquete universitário pela Universidade de Iowa.

## Carreira universitária
Murray jogou em 13 jogos, todos saindo do banco, e 41 minutos no total como calouro em Iowa. Em seu segundo ano, ele teve médias de 9,7 pontos e 4,3 rebotes em 35 jogos com uma partida como titular. Após o fim da temporada, Murray entrou no draft da NBA de 2022 depois que seu irmão já havia feito isso. Ele finalmente retirou seu nome do draft logo após recusar um convite para o Draft Combine da NBA.
Em sua terceira temporada, Murray teve médias de 20,2 pontos, 7,9 rebotes e 2 assistências e foi nomeado para a Primeira-Equipe da Big Ten Conference no final da temporada. Murray também foi nomeado para a Terceira-Equipe All-American pela Associated Press, pela Associação de Escritores dos Estados Unidos e pelo Sporting News. Após a temporada, ele entrou no draft da NBA de 2023, onde foi selecionado pelo Portland Trail Blazers como a 23º escolha geral.

## Carreira profissional

### Portland Trail Blazers (2023–Presente)
Murray foi selecionado pelo Portland Trail Blazers com a 23ª escolha geral do draft da NBA de 2023 e em 1º de julho de 2023, ele assinou um contrato de  4 anos e US$14.2 milhões com os Blazers. Ele marcou recordes consecutivos de pontos em jogos consecutivos contra o Los Angeles Clippers em 20 e 22 de março, registrando 17 e depois 21 pontos.

## Estatísticas da carreira

### NBA

#### Temporada regular
| Ano     | Equipe   | PJ | PT | MPJ  | AP   | 3P   | LL   | RT  | AS  | BR | TO | PPJ |
| ------- | -------- | -- | -- | ---- | ---- | ---- | ---- | --- | --- | -- | -- | --- |
| 2023–24 | Portland | 62 | 29 | 21.7 | .396 | .268 | .661 | 3.6 | 1.3 | .9 | .3 | 6.1 |

### Universidade
| Ano      | Equipe   | PJ | PT | MPJ  | AP   | 3P   | LL    | RT  | AS  | BR  | TO  | PPJ  |
| -------- | -------- | -- | -- | ---- | ---- | ---- | ----- | --- | --- | --- | --- | ---- |
| 2020–21  | Iowa     | 13 | 0  | 3.2  | .231 | .000 | 1.000 | .6  | .1  | .1  | .1  | .6   |
| 2021–22  | Iowa     | 35 | 1  | 17.9 | .479 | .387 | .645  | 4.3 | 1.1 | .8  | .9  | 9.7  |
| 2022–23  | Iowa     | 29 | 29 | 34.9 | .476 | .335 | .729  | 8.9 | 2.0 | 1.0 | 1.2 | 20.2 |
| Carreira | Carreira | 77 | 30 | 18.6 | .395 | .240 | .791  | 4.6 | 1.0 | .6  | .7  | 10.1 |

## Vida pessoal
O pai de Murray, Kenyon, foi titular por 4 anos da Universidade de Iowa de 1992 a 1996, e foi o Mr. Basquete de Michigan em 1992. O irmão gêmeo de Kris, Keegan, foi uma das 5 primeiras escolhas no draft da NBA de 2022 e atualmente joga pelo Sacramento Kings. Kris foi nomeado em homenagem ao falecido Chris Street.

## Links externos
- Biografia do Iowa Hawkeyes